# Zocha-Schlößchen

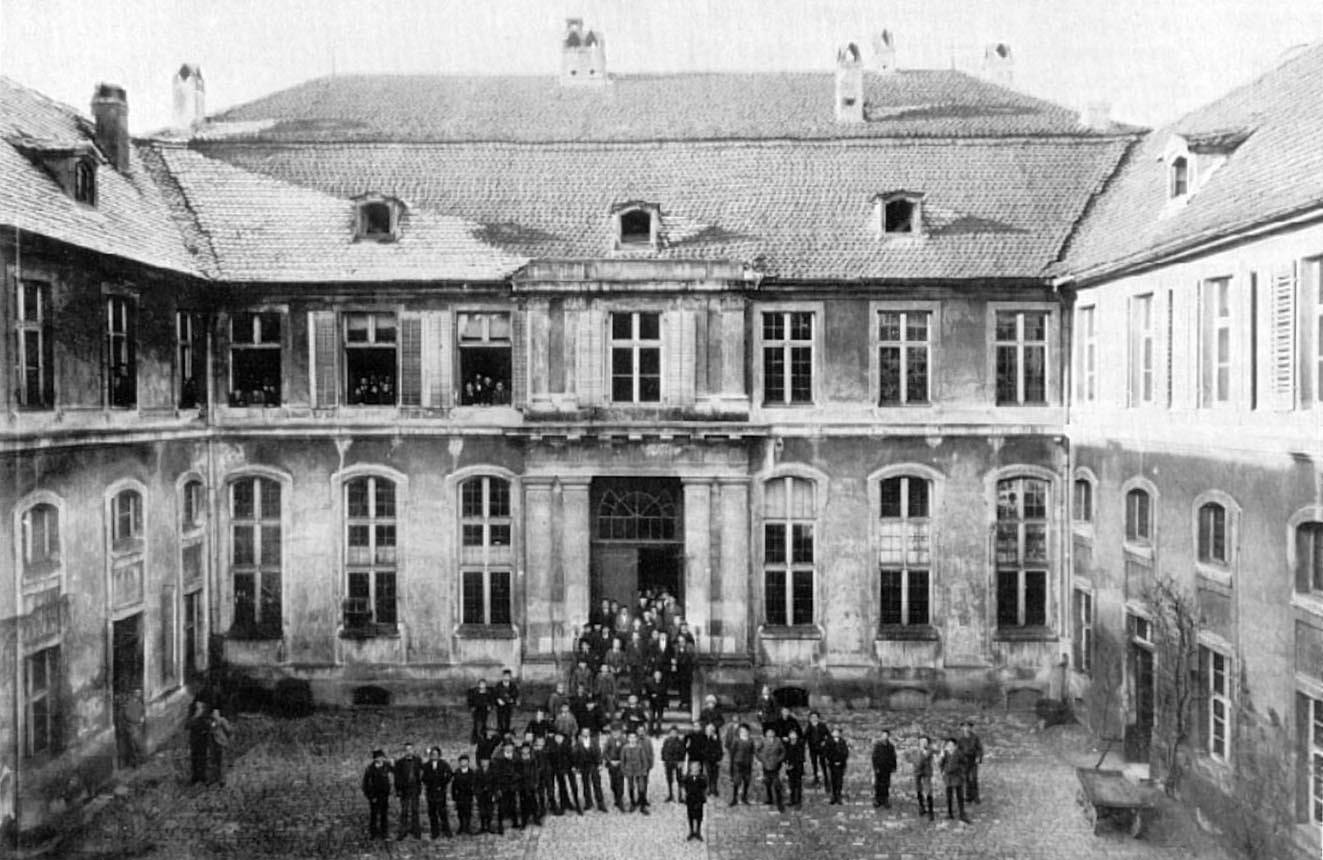
Der Innenhof des Zocha-Schlößchens (um 1900)

Das Zocha-Schlößchen war ein Stadtpalais im mittelfränkischen Ansbach. Es ist nach seinem Erbauer und ursprünglichen Eigentümer Carl Friedrich von Zocha benannt und diente ab 1851 als Schulhaus für das heutige Platen-Gymnasium. Beim Bombenangriff auf Ansbach 1945 wurde das Palais weitestgehend zerstört. Die nach dem Zweiten Weltkrieg wieder aufgebauten Gebäudeteile wurden 1971 abgerissen.

## Geschichte

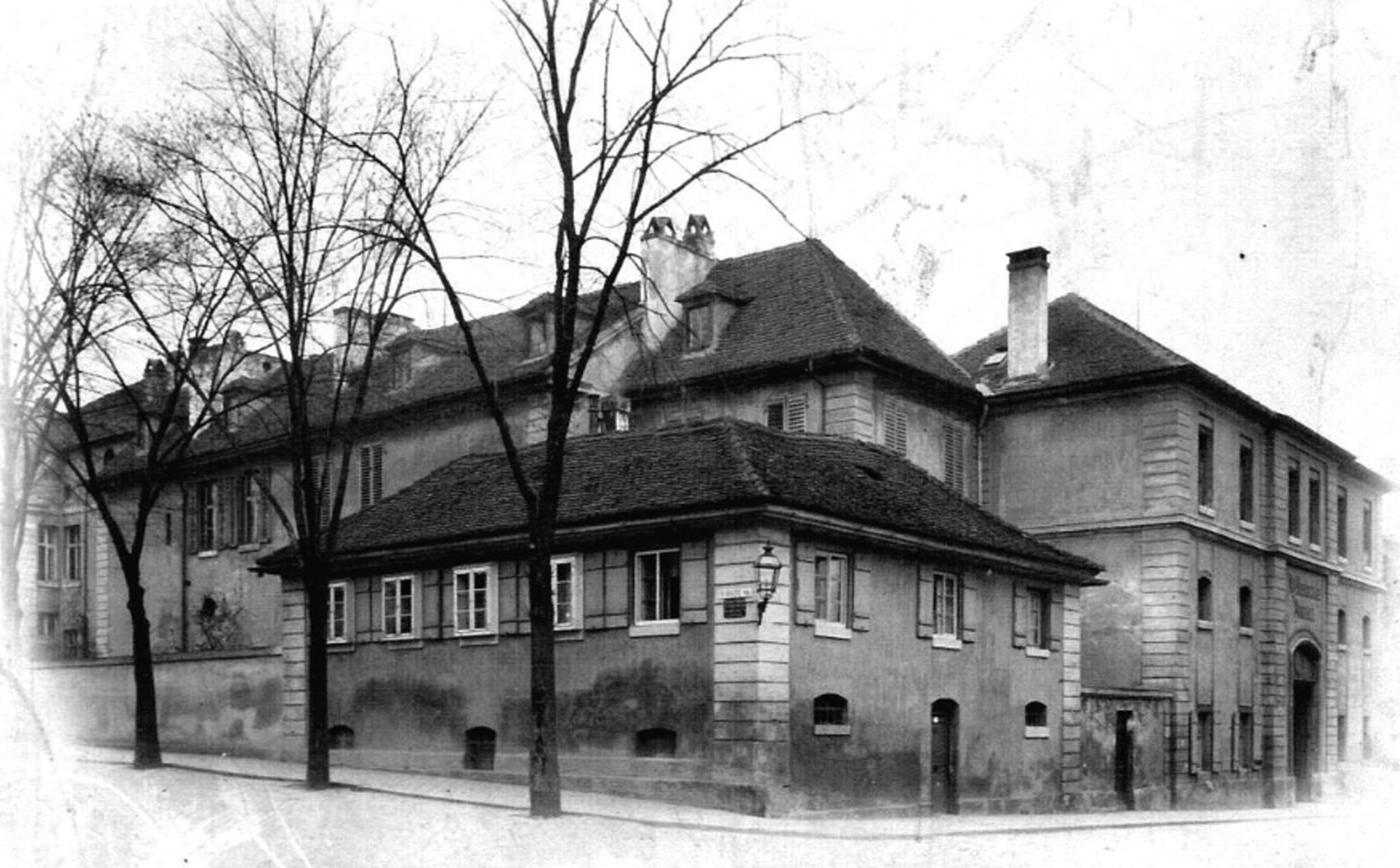
Zocha-Schlößchen aus südöstlicher Richtung, Eingang in der Bischof-Meiser-Straße, Flügelbau zum Bahnhofsplatz

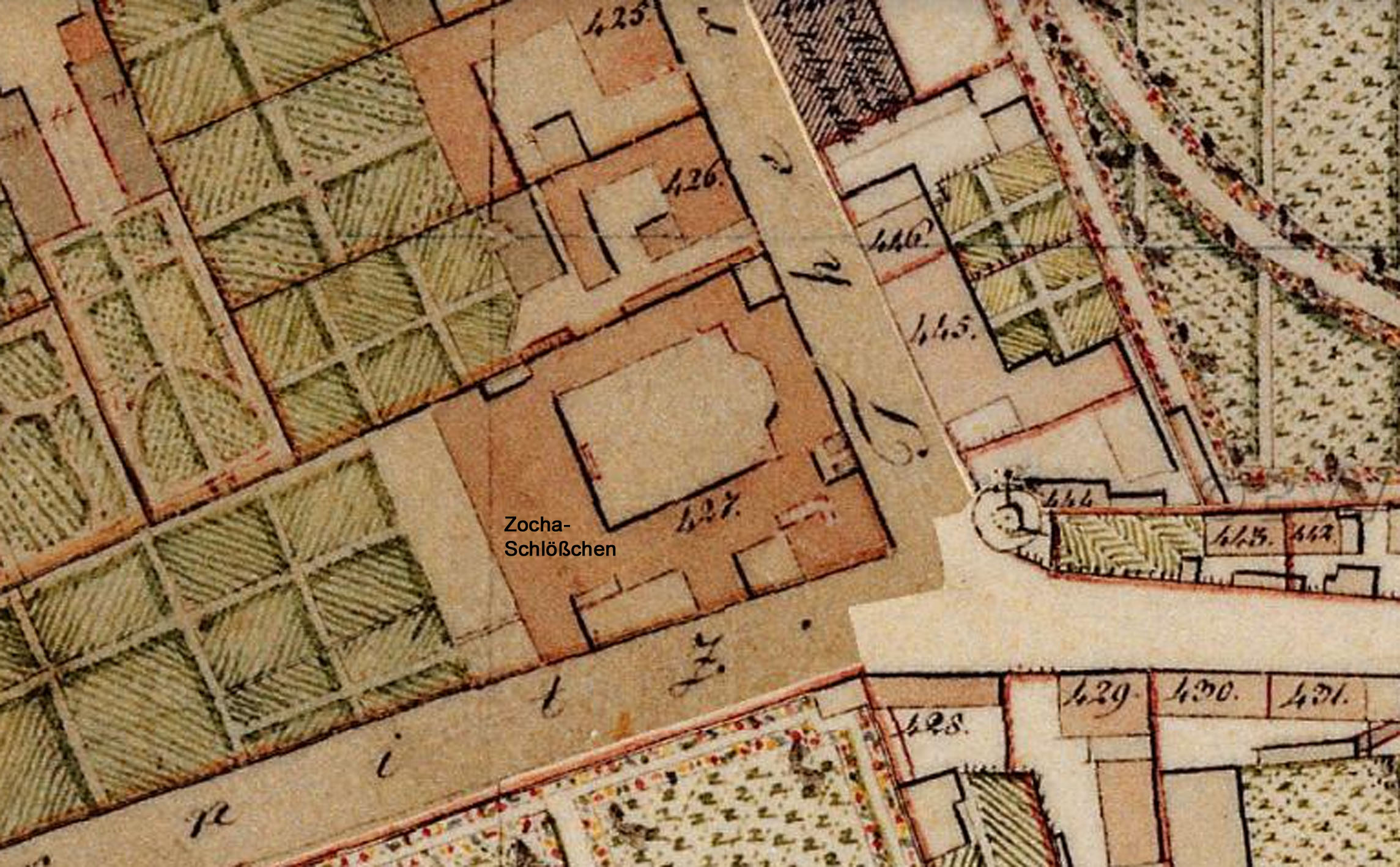
Zocha-Schlößchen, Grundriss, Historische Stadtkarte von Ansbach (1808)

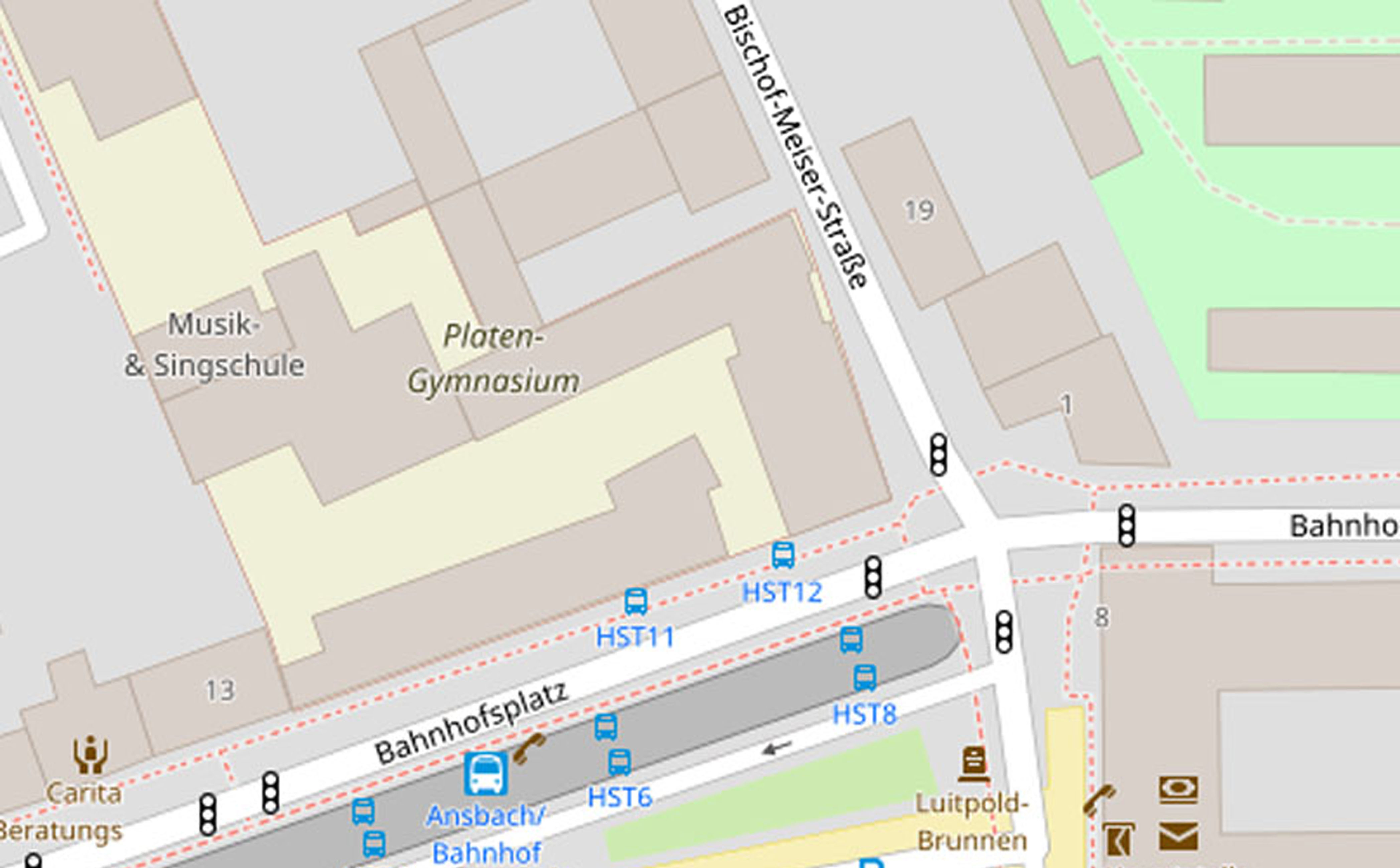
Heutige Bebauung des ehemaligen Standorts des Zocha-Schlößchens, aktuelle Karte (2017)

### 18. Jahrhundert
Im Jahr 1737 ließ sich der markgräfliche Obrist-Baudirektor Carl Friedrich von Zocha etwa 300 Meter südlich der Residenz, an der Südostecke der damaligen Neuen Auslage, ein Stadtpalais nach eigenen Planungen errichten. Zocha hatte sich mit dem Bauprojekt allerdings finanziell vollkommen übernommen, so dass sein Besitz 1749 in Konkurs ging.
Die Stadt Ansbach ersteigerte 1760 das Zocha-Schlößchen für 12.000 Gulden aus der Konkursmasse und richtete es als Dienstgebäude für den Obervogt Wolfgang Reinhard Forstner von Dambenois ein. 1765 wurde das Schlösschen um einen Turm mit Schlaguhr ergänzt und 1771 aufwändig renoviert. 1792 erwarb Ludwig Friedrich Christoph Schmidt, ehemaliger Kabinettssekretär des letzten Ansbacher Markgrafen, das Stadtpalais. Sechs Jahre später wechselte das Zocha-Schlößchen in den Besitz des Marquis de Villelume.

### 19. Jahrhundert
Im Jahr 1817 kaufte der Ansbacher Bankier Nathan Salmstein das Gebäude, veräußerte es aber bereits vier Jahre später an den Advokaten Meinel weiter. Dieser verkaufte das Zocha-Schlößchen 1827 an den Appellationsgerichtsdirektor Freiherrn Carl Ludwig von Leonrod. In dessen Besitzzeit fallen 1843 Pläne zum Umbau des Schlösschens zu einer Fronveste. Die Planungen wurden aber nie umgesetzt.
1850 trat die Stadt Ansbach in Verhandlungen mit Leonrod über einen Verkauf des Anwesens. Die Stadtverwaltung war zu dieser Zeit auf der Suche nach einem passenden neuen Schulhaus für die Landwirtschafts- und Gewerbeschule, deren bisherige Räumlichkeiten zu klein geworden waren. 1851 kam der Verkauf schließlich für rund 18.000 Gulden zustande und noch im Herbst desselben Jahres konnte die Gewerbeschule den neuen Standort beziehen. Aus der Gewerbeschule entstand 1877 eine Realschule mit sechs Jahrgangsstufen.

### 20. Jahrhundert
Aus der Realschule ging 1926 die Oberrealschule hervor, an der die Schüler nach neunjähriger Ausbildung die Abiturprüfung ablegen konnten. Die Oberrealschule Ansbach wurde 1965 umbenannt und heißt seitdem Platen-Gymnasium.
Beim Bombenangriff der amerikanischen Luftwaffe auf Ansbach am 22. und 23. Februar 1945 wurden etwa 75 % des Zocha-Schlößchens zerstört. Der südöstliche Gebäudeteil des Schlösschens an der Ecke der Bischof-Meiser-Straße zum Bahnhofsplatz wurde bis zum Ende der 1940er Jahre zwar notdürftig wiederaufgebaut, allerdings 1971 wieder abgerissen, um einem Neubau – dem D-Bau des Platen-Gymnasiums – Platz zu machen.

## Baustil
Das Zocha-Schlößchen war in Anlage und Umfang dem Schloss der Marquise de Pompadour in Fontainebleau nachempfunden.